# Radomir Putnik
Radomir Putnik, en serbe cyrillique Радомир Путник, né à Kragujevac le 24 janvier 1847 et mort à Nice le 17 mai 1917, est un militaire serbe, célèbre par les victoires dans les guerres balkaniques, le premier général serbe promu au rang du maréchal (vojvoda) en 1912.

## Biographie
La famille Putnik est originaire du Kosovo, exilée dans l'empire des Habsbourg, puis après plusieurs générations se réinstalle en principauté de Serbie, à Kragujevac, où le père de Radomir Putnik est instituteur. Sa carrière militaire commence à l’École d’artillerie de Belgrade en tant que sous-lieutenant. Radomir Putnik est un vétéran des deux guerres serbo-ottomanes de 1876 à 1878: dans la deuxième guerre serbo-turque en 1878, les troupes sous le commandement du commandant Putnik, libèrent Vranje, ainsi que plusieurs villes au Kosovo (Gnjilane, Gračanica), avant de se retirer du Kosovo à cause des stipulations de l'armistice russo-turc. En 1895, considéré comme un partisan du parti populaire radical, il prend une retraite anticipée.

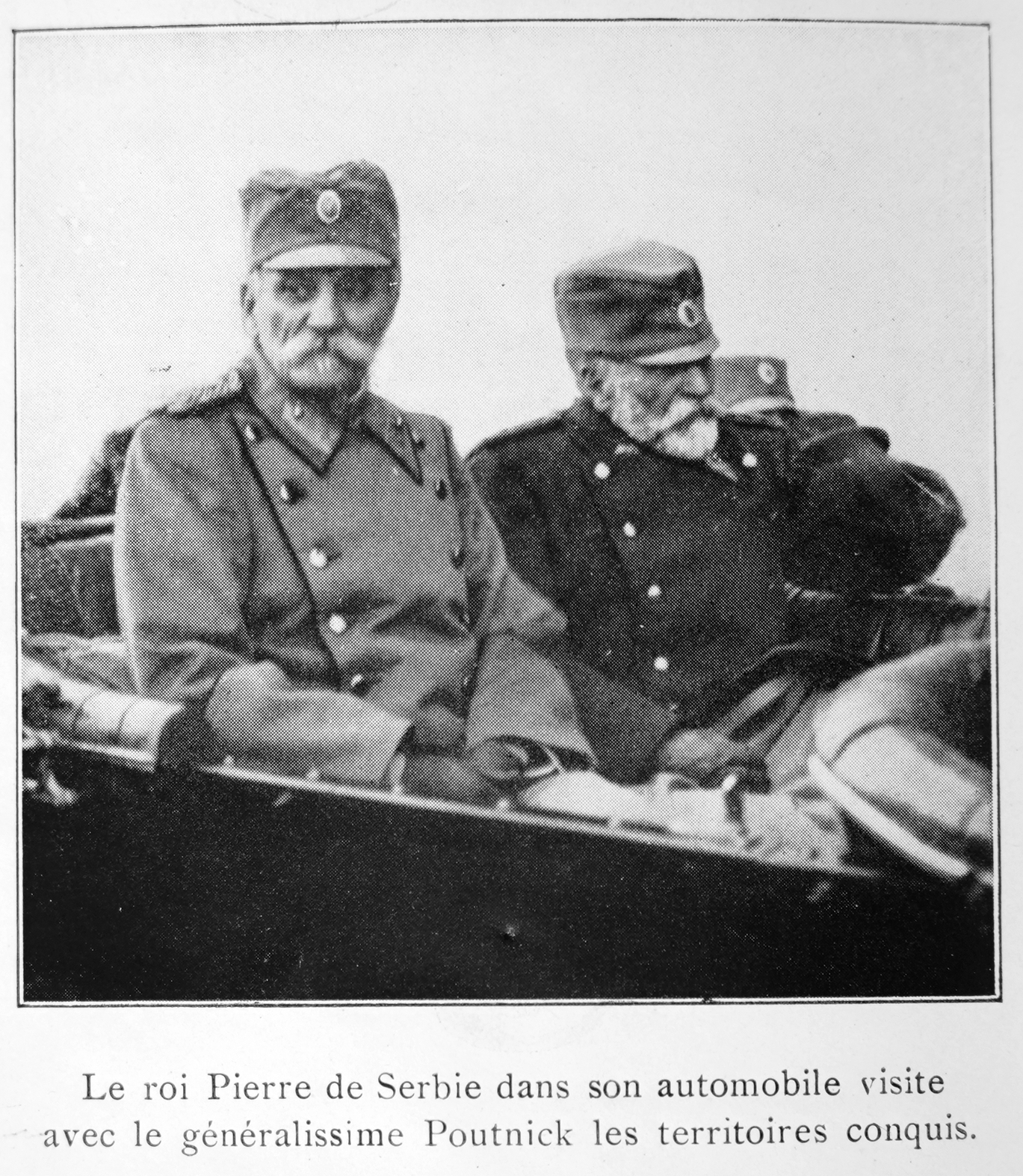
Avec Pierre Ier en 1913.

Après l’accession de Pierre Ier Karadjordjević au trône de Serbie en juin 1903, Putnik est nommé général et prend la tête de l’armée serbe. Ministre de la Guerre dans trois gouvernements  (1904, 1906-1908, 1912), Putnik  s’attache à moderniser et à réorganiser l’armée serbe qui sort victorieuse des deux guerres balkaniques de 1912 contre l’Empire ottoman et de 1913 contre la Bulgarie. Architecte des victoires spectaculaires contre les Ottomans dans la bataille de Kumanovo en octobre 1912 et la bataille de Bitolj (Monastir), en novembre 1912  le général Putnik est nommé maréchal, premier militaire à recevoir ce titre en Serbie (en langue serbe le titre de voïvode). Avant le début de la deuxième guerre balkanique le maréchal Putnik déploya ses forces vers la frontière avec la Bulgarie en prévoyant une attaque surprise, ce qui facilitera la victoire décisive serbe contre les forces bulgares dans la bataille de Breglanitza en juillet 1913.

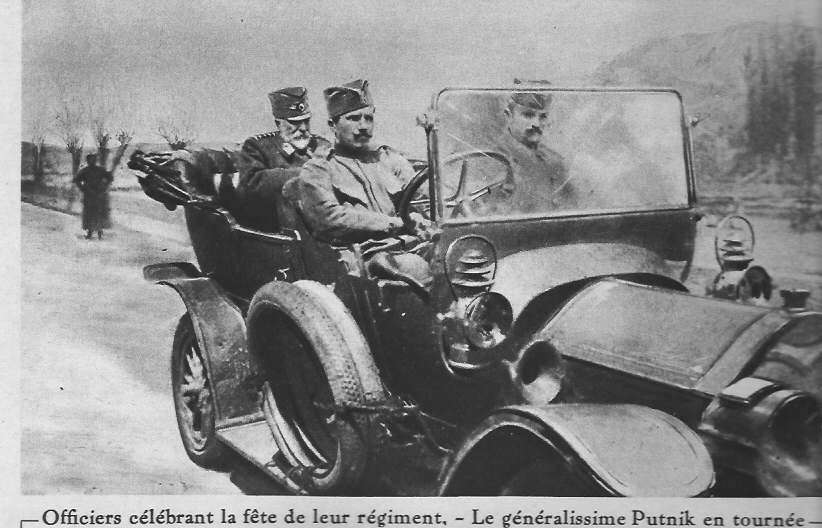
Le généralissime Putnik en visite à ses troupes, 1916, Le Miroir.

À la déclaration de la Première Guerre mondiale, le maréchal Putnik organise en août 1914 la défense du royaume de Serbie d'une manière efficace contre l’offensive de l’armée d'Autriche-Hongrie sous le commandement du général Potiorek. Les deux victoires spectaculaires serbes, la première  dans la bataille de Cer en août 1914, et la deuxième en novembre 1914 (bataille de Kolubara) conduiront à la complète expulsion des troupes autrichiennes du territoire serbe (voir Campagne de Serbie) en décembre 1914. La supériorité en nombre de la seconde offensive de l’Autriche-Hongrie, et cette fois-ci aidée en cela par les Bulgares et les troupes allemandes de August von Mackensen en octobre 1915, contraint, après une résistance héroïque contre des ennemis supérieurs, Radomir Putnik et son armée à une retraite vers le Kosovo, puis un véritable calvaire à travers l’Albanie, pour rejoindre l’escadre de secours des forces alliées sur la côte adriatique,. Après la complète réorganisation de l’armée serbe à Corfou au début de l’année 1916, le maréchal Radomir Putnik, malade et diminué physiquement, doit céder son commandement.
Il part se soigner en France, à Nice où il meurt le 17 mai 1917 à l’âge de 70 ans.
Titulaire d'une dizaine de décorations serbes et étrangères, le maréchal Putnik fut également nommé grand officier de la Légion d'honneur.
En son honneur, pour le service de la cause alliée, une montagne au Canada porte le nom de Putnik depuis 1918.
En novembre 1926, les restes du maréchal Putnik furent transférés de l’église russe à Nice à Belgrade.